# Salsali Private Museum
Das Salsali Private Museum (SPM) in Dubai, Vereinigte Arabische Emirate, ist das erste private Museum für zeitgenössische orientalische und internationale Kunst in den Vereinigten Arabischen Emiraten. 
Eröffnet wurde es am 13. November 2011 von dem internationalen Kunstsammler und Promoter Ramin Salsali.
Das SPM liegt im Warehouse 14 des Industriegebiets von Al Quoz und ist ein Teil der Alserkal Avenue, einem Lager-Komplex, in dem sich Galerien, Studios und Ateliers befinden.

## Museumskonzept
Die verschiedenen Ausstellungen im Salsali Private Museum zeigen meist die Werke von Salsalis privater Kunstsammlung, aber auch Werke von Gastsammlungen.
Das SPM agiert außerdem als eine Art Forum für Kunstsammler, welche in Dubai Fuß fassen wollen.
Weiterhin dient es als ein unabhängiges Zentrum für Sammler und soll ihnen einen Einblick in die zeitgenössische orientalische und internationale Kunst gewähren.

## Ausgestellte Künstler
Junge Künstler werden durch das SPM gefördert und mit der arabischen Kunstszene vertraut gemacht. In Ramin Salsalis Sammlung, welche über 800 Kunstwerke umfasst, finden sich Werke von Nahost-Künstlern wie Sara Rahbar, Amir-Hossein Zanjani, Pantea Rahmani, Ala Dehghan, Hossein Rezvani, Anahita Razmi, Farzan Sadjadi, Ave Fereydoun, Ramin Haerizadeh, Ayman Baalbaki, Reza Derakshani, Rokni Haerizadeh, Farideh Lashai, Mona Hatoum, Shirin Neshat, Youssef Nabil, Nazif Topcuoglu, Manal Al Dowayan, Halim Al Karim, Kambiz Sabri, Elham Pouriamehr, Lateefa bint Maktoum. Die internationale Kunstszene ist vertreten durch Werke von Arman, Niki de Saint Phalle, Jonathan Meese, Daniel Spoerri, André Butzer, Erwin Olaf, Peter Fischli und David Weiss, Meret Oppenheim, Daniel Richter oder Katherine Bernhardt.

## Gründer

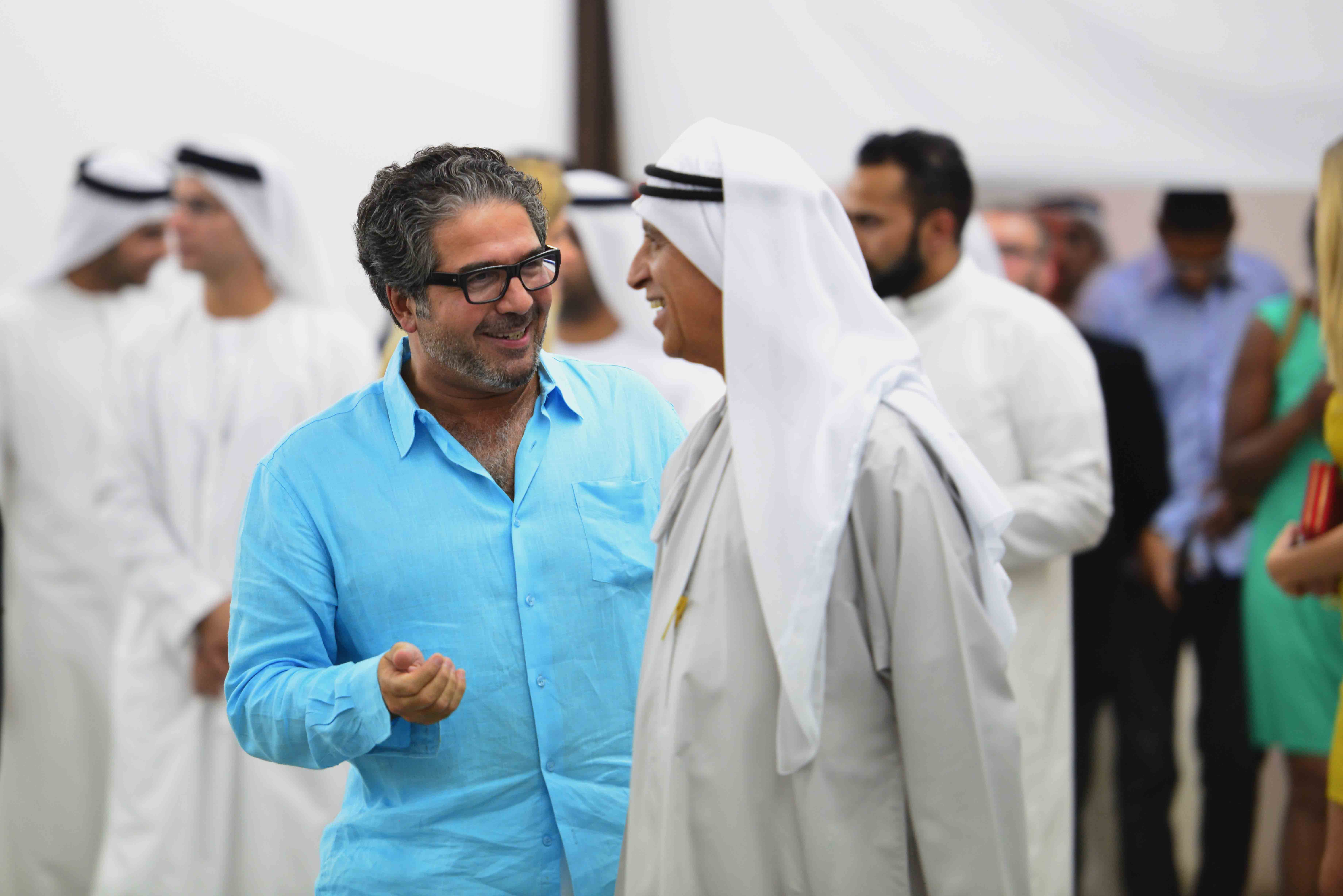
Ramin Salsali bei einer Ausstellung

Salsali wurde 1964 in Teheran geboren und studierte in Deutschland und England Wirtschaftswissenschaften, strategisches Management und Marketing mit einem Fokus auf Industrie-Design. Im Jahre 1993 erhielt er einen Abschluss an der Ludwig-Maximilians-Universität in München.
Parallel zu seinem Studium war er auch in der Rohstoff-Branche aktiv. Er gründete eine Unternehmensberatung für die Installation von innovativen und umweltfreundlichen Technologien in Öl-Firmen.
Später engagierte er sich im Immobiliengeschäft und setzte sich für die Bewahrung von historischen Gebäuden ein.
Ramin Salsali begann mit seiner Kunstsammlung, als er 21 Jahre alt war. Seit 2000 versuchte er einen Weg zu finden, um seine Kunst mit der Öffentlichkeit zu teilen. Im April 2011 entschied er sich, ein privates Museum in Dubai zu eröffnen. Das SPM ist das erste private Museum für zeitgenössische Kunst in der arabischen Kunstwelt, in welchem über 500 Werke aus Salsalis Sammlung präsentiert werden. Diese verteilen sich auf Ausdrucksformen wie Malerei, Fotografie, Filmkunst und Skulpturen.
Mohammed Bin Rashid Al Maktoum, Vize-Präsident der V.A.E, Ministerpräsident und Herrscher von Dubai wurde auf Salsali aufmerksam und ehrte ihn 2010, 2011 und 2012 für seine Hilfe und sein Engagement in der Kunstszene von Dubai als „Patron of the Arts“.

## Forum für Sammler
Salsali vertritt die Theorie, dass eine Kunstsammlung selber Kunst sei und somit ein Sammler auch als Künstler gilt. Sein Museum ist nicht nur ein Museum, sondern auch ein Zentrum, in dem sich internationale Sammler treffen, um Ideen auszutauschen. Im SPM sollen Sammler, Galerie-Besitzer und Künstler miteinander vernetzt werden.